# Kiss Kiss
«Kiss Kiss» — второй официальный сингл со второго студийного альбома Exclusive R&b исполнителя Крис Брауна .Трек был записан вместе с T-Pain, который также спродюсировал песню.
Цифровая премьера сингла состоялась 15 октября 2007 года. Согласно данным RIAA он получил платиновый статус.
16 октября 2007 года «Kiss Kiss» стал доступен для загрузки в американском iTunes Store. 30 октября песня стала лидером в Billboard Hot 100 (обойдя песню «No One» Алиши Киз), тем самым дав дуэту Криса Брауна и T-Pain вторую песню, покорившую этот чарт. Однако в Великобритании композиция была менее успешной, достигнув там лишь #38 места. В списке 100 лучших песен 2007 года по версии журнала Rolling Stone, Kiss Kiss стала 48-й.
В радиоверсии песни был вырезан вводный диалог из-за того, что люди часто ошибались, считая, что слушают местную радиостанцию, где T-Pain выступает в роли эксцентричного дискжокея, представляющего живую версию песни и принимающего звонки слушателей.

## Официальные версии
1. «Kiss Kiss» (Основная версия)
2. «Kiss Kiss» (Remix) [при участии Nelly & T-Pain]
3. «Kiss Kiss» (Remix) [при участии Ac & T-Pain]

## Выступления в чартах
После выхода песни "Wall to Wall", достигшей только 79 места в Hot 100, "Kiss Kiss" стал вторым синглом, выпущенным в начале сентября. В то же время дата выхода альбома Exclusive была перенесена на ноябрь. Композиция достигла 22 места в Hot 100 без учёта цифровых продаж, во многом благодаря тяжёлой ротации на радио (в Hot 100 Airplay песня занимала второе место 10 недель).
С момента релиза на iTunes, трек поднялся сразу на 20 позиций, став вторым следом за песней "Crank That (Soulja Boy)" Soulja Boy Tell 'Em. Неделю спустя сингл стал лидером чарта, тем самым став для Брауна шестой композицией, попавшей в Топ-10 чарта Hot R&B/Hip-Hop Songs. Песня лидировала три недели подряд в Hot 100.

## Видео
Музыкальное видео было снято в парке Международного Университета Флориды в Майами. Премьера видео состоялась в программе 106 & Park 30 августа 2007 года. Видеоклип также доступен на iTunes. Песня стала #1 в списке 27 главных песен в стиле R&B 2007 года по версии телеканала MTV. Видео дебютировало 5 января на 6 позиции в чарте канала VH1.
В клипе Крис Браун играет 2 различные версии себя: ботаника и спортсмена, которые пытаются привлечь внимание красивой девушки, учащейся вместе с ними в колледже. Спортсмен периодически издевается над ним на её глазах, в то время как тот всегда с ней вежлив и добр. Так, когда спортсмен, играя в футбол перед школой, видит, что его соперник пытается поговорить с девушкой. Он сбивает его, отрабатывая на нём приёмы американского футбола. В конце видео противники вместе со своими автомобилями встречают девушку у парковки. Девушка проходит мимо спортсмена, и целует отличника, затем сажаясь к нему в автомобиль, в то время как спортсмен изумленно за этим наблюдает.

## Чарты
| Чарт (2007)                           | Пиковое значение |
| ------------------------------------- | ---------------- |
| Австралия (ARIA)                      | 8                |
| Канада (Billboard Canadian Hot 100)   | 6                |
| Ирландия (IRMA)                       | 26               |
| Новая Зеландия (Recorded Music NZ)    | 1                |
| Швеция (Sverigetopplistan)            | 58               |
| Швейцария (Schweizer Hitparade)       | 69               |
| Великобритания (OCC UK Singles)       | 38               |
| США (Billboard Hot 100)               | 1                |
| США (Billboard Hot R&B/Hip-Hop Songs) | 2                |
| США (Billboard Pop Airplay)           | 4                |